# Thomas Lund
Thomas Haubro Lund (* 2. August 1968 in Aarhus) ist ein ehemaliger dänischer Badmintonspieler.

## Karriere
Thomas Lund war ein Jahrzehnt lang eine der herausragenden Persönlichkeiten im Badminton weltweit. Er war ein ausgesprochener Mixed- und Doppelspezialist – in diesen Disziplinen errang er alle seine großen Erfolge. Ganz vornan stehen zwei Weltmeistertitel und drei Europameistertitel begleitet von mehreren Dutzend Siegen bei Open Championships und Podestplätzen bei allen internationalen Großveranstaltungen. Nur bei Olympia gelang ihm kein Erfolg. Sowohl 1992 als auch 1996 schied er in der zweiten Runde im Herrendoppel aus.

## Erfolge
| Saison    | Veranstaltung                               | Disziplin    | Platz | Name                                                           |
| --------- | ------------------------------------------- | ------------ | ----- | -------------------------------------------------------------- |
| 1986      | Bulgarian International                     | Herrendoppel | 1     | Thomas Lund / Max Gandrup                                      |
| 1986      | Nordische Juniorenmeisterschaften           | Mixed        | 1     | Thomas Lund / Anne Mette Bille                                 |
| 1986/1987 | Dänemark: Einzelmeisterschaft der Amateure  | Herrendoppel | 1     | Max Gandrup / Thomas Lund, Herning BK                          |
| 1987      | Schottland: Internationale Meisterschaften  | Mixed        | 1     | Thomas Lund / Gitte Paulsen                                    |
| 1989      | Schottland: Internationale Meisterschaften  | Herrendoppel | 1     | Max Gandrup / Thomas Lund                                      |
| 1989/1990 | Dänemark: Einzelmeisterschaften             | Mixed        | 1     | Thomas Lund, Kastrup-Magleby / Pernille Dupont, Gentofte BK    |
| 1990      | Europameisterschaft                         | Herrendoppel | 2     | Max Gandrup / Thomas Lund                                      |
| 1990      | Niederlande: Internationale Meisterschaften | Herrendoppel | 1     | Jon Holst-Christensen / Thomas Lund                            |
| 1990      | Finnland: Internationale Meisterschaften    | Mixed        | 1     | Thomas Lund / Pernille Dupont                                  |
| 1990      | Nordische Meisterschaften                   | Mixed        | 1     | Thomas Lund / Pernille Dupont                                  |
| 1990      | All England                                 | Mixed        | 3     | Park Joo-bong / Chung Myung-hee                                |
| 1990/1991 | Deutschland: Internationale Meisterschaften | Mixed        | 1     | Thomas Lund / Pernille Dupont                                  |
| 1990/1991 | Dänemark: Internationale Meisterschaften    | Mixed        | 1     | Thomas Lund / Pernille Dupont                                  |
| 1990/1991 | Dänemark: Einzelmeisterschaften             | Herrendoppel | 1     | Jon Holst-Christensen, Lillerød / Thomas Lund, Kastrup-Magleby |
| 1991      | Schweden: Internationale Meisterschaften    | Mixed        | 1     | Thomas Lund / Pernille Dupont                                  |
| 1991      | Singapore Open                              | Mixed        | 1     | Thomas Lund / Pernille Dupont                                  |
| 1991      | Weltmeisterschaft                           | Mixed        | 2     | Thomas Lund / Pernille Dupont                                  |
| 1991      | Weltmeisterschaft                           | Herrendoppel | 2     | Thomas Lund / Jon Holst-Christensen                            |
| 1991      | Indonesian Open                             | Mixed        | 1     | Thomas Lund / Pernille Dupond                                  |
| 1991      | Schottland: Internationale Meisterschaften  | Herrendoppel | 1     | Jon Holst-Christensen / Thomas Lund                            |
| 1991      | All England                                 | Mixed        | 2     | Thomas Lund / Grete Mogensen                                   |
| 1991/1992 | Dänemark: Internationale Meisterschaften    | Mixed        | 1     | Thomas Lund / Pernille Dupont                                  |
| 1991/1992 | Deutschland: Internationale Meisterschaften | Herrendoppel | 1     | Jon Holst-Christensen / Thomas Lund                            |
| 1991/1992 | Dänemark: Einzelmeisterschaften             | Herrendoppel | 1     | Jon Holst-Christensen, Lillerød / Thomas Lund, Kastrup-Magleby |
| 1991/1992 | Deutschland: Internationale Meisterschaften | Mixed        | 1     | Thomas Lund / Pernille Dupont                                  |
| 1991/1992 | Dänemark: Einzelmeisterschaften             | Mixed        | 1     | Thomas Lund, Kastrup-Magleby / Pernille Dupont, Gentofte BK    |
| 1992      | Europameisterschaft                         | Herrendoppel | 1     | Jon Holst-Christensen / Thomas Lund                            |
| 1992      | Japan Open                                  | Mixed        | 1     | Thomas Lund / Pemille Dupont                                   |
| 1992      | Europameisterschaft                         | Mixed        | 1     | Thomas Lund / Pernille Dupont                                  |
| 1992      | All England                                 | Mixed        | 1     | Thomas Lund / Pernille Dupont                                  |
| 1992      | Kanada: Internationale Meisterschaften      | Mixed        | 1     | Thomas Lund / Pernille Dupont                                  |
| 1992      | Malaysian Open                              | Mixed        | 1     | Thomas Lund / Pernille Dupont                                  |
| 1992/1993 | Deutschland: Internationale Meisterschaften | Mixed        | 1     | Thomas Lund / Erica van den Heuvel                             |
| 1992/1993 | Dänemark: Einzelmeisterschaften             | Mixed        | 1     | Thomas Lund, Kastrup-Magleby / Marlene Thomsen, Skovshoved     |
| 1992/1993 | Deutschland: Internationale Meisterschaften | Herrendoppel | 1     | Jon Holst-Christensen / Thomas Lund                            |
| 1992/1993 | Dänemark: Einzelmeisterschaften             | Herrendoppel | 1     | Jon Holst-Christensen, Lillerød / Thomas Lund, Kastrup-Magleby |
| 1992/1993 | Dänemark: Internationale Meisterschaften    | Herrendoppel | 1     | Thomas Lund / Jon Holst-Christensen                            |
| 1992/1993 | Dänemark: Internationale Meisterschaften    | Mixed        | 1     | Thomas Lund / Pernille Dupont                                  |
| 1993      | Weltmeisterschaft                           | Mixed        | 1     | Thomas Lund / Catrine Bengtsson                                |
| 1993      | Schottland: Internationale Meisterschaften  | Mixed        | 1     | Thomas Lund / Catrine Bengtson                                 |
| 1993      | Schottland: Internationale Meisterschaften  | Herrendoppel | 1     | Jon Holst-Christensen / Thomas Lund                            |
| 1993      | Swedish Open                                | Mixed        | 1     | Thomas Lund / Catrine Bengtsson                                |
| 1993      | All England                                 | Mixed        | 2     | Thomas Lund / Catrine Bengtsson                                |
| 1993      | Kanada: Internationale Meisterschaften      | Herrendoppel | 1     | Thomas Lund / Jon Holst-Christensen                            |
| 1993      | All England                                 | Herrendoppel | 1     | Jon Holst-Christensen / Thomas Lund                            |
| 1993      | Japan Open                                  | Mixed        | 1     | Thomas Lund / Catrine Bengtsson                                |
| 1993      | Copenhagen Masters                          | Herrendoppel | 1     | Jon Holst-Christensen / Thomas Lund                            |
| 1993      | Kanada: Internationale Meisterschaften      | Mixed        | 1     | Thomas Lund / Pernille Dupont                                  |
| 1993/1994 | Deutschland: Internationale Meisterschaften | Mixed        | 1     | Thomas Lund / Marlene Thomsen                                  |
| 1993/1994 | Dänemark: Internationale Meisterschaften    | Herrendoppel | 1     | Thomas Lund / Jon Holst-Christensen                            |
| 1993/1994 | Dänemark: Internationale Meisterschaften    | Mixed        | 1     | Thomas Lund (DEN) / Catrine Bengtsson                          |
| 1993/1994 | Deutschland: Internationale Meisterschaften | Herrendoppel | 1     | Jon Holst-Christensen / Thomas Lund                            |
| 1994      | Copenhagen Masters                          | Herrendoppel | 1     | Thomas Lund / Jon Holst-Christensen                            |
| 1994      | Singapore Open                              | Mixed        | 1     | Thomas Lund / Marlene Thomsen                                  |
| 1994      | Ungarn: Internationale Meisterschaften      | Herreneinzel | 1     | Thomas Lundgaard Hansen                                        |
| 1994/1995 | Deutschland: Internationale Meisterschaften | Herrendoppel | 1     | Jon Holst-Christensen / Thomas Lund                            |
| 1994/1995 | Dänemark: Internationale Meisterschaften    | Mixed        | 1     | Thomas Lund / Marlene Thomsen                                  |
| 1994/1995 | Dänemark: Einzelmeisterschaften             | Herrendoppel | 1     | Jon Holst-Christensen, Lillerød / Thomas Lund, Kastrup-Magleby |
| 1995      | Swiss Open                                  | Mixed        | 1     | Thomas Lund / Marlene Thomsen                                  |
| 1995      | Weltmeisterschaft                           | Herrendoppel | 2     | Thomas Lund / Jon Holst-Christensen                            |
| 1995      | Russland: Internationale Meisterschaften    | Herrendoppel | 1     | Thomas Lund / Jon Holst-Christensen                            |
| 1995      | China: Internationale Meisterschaften       | Herrendoppel | 2     | Thomas Lund / Jon Holst-Christensen                            |
| 1995      | Weltmeisterschaft                           | Mixed        | 1     | Thomas Lund / Marlene Thomasen                                 |
| 1995      | Swiss Open                                  | Herrendoppel | 1     | Jon Holst-Christensen / Thomas Lund                            |
| 1995      | Japan Open                                  | Mixed        | 1     | Thomas Lund / Marlene Thomsen                                  |
| 1995      | All England                                 | Mixed        | 1     | Thomas Lund / Marlene Thomsen                                  |
| 1995/1996 | Dänemark: Internationale Meisterschaften    | Herrendoppel | 1     | Thomas Lund / Jon Holst-Christensen                            |
| 1995/1996 | Dänemark: Einzelmeisterschaften             | Herrendoppel | 1     | Jon Holst-Christensen, Lillerød / Thomas Lund, Kastrup-Magleby |
| 1995/1996 | Deutschland: Internationale Meisterschaften | Herrendoppel | 1     | Jon Holst-Christensen / Thomas Lund                            |
| 1996      | Swiss Open                                  | Herrendoppel | 1     | Jon Holst-Christensen / Thomas Lund                            |
| 1996      | Copenhagen Masters                          | Herrendoppel | 1     | Jon Holst-Christensen / Thomas Lund                            |
| 1996      | Europameisterschaft                         | Herrendoppel | 1     | Thomas Lund / Jon Holst-Christensen                            |
| 1996      | All England                                 | Herrendoppel | 3     | Jon Holst-Christensen / Thomas Lund                            |